# Sándor Sallai
Dans le nom hongrois Sallai Sándor, le nom de famille précède le prénom, mais cet article utilise l’ordre habituel en français Sándor Sallai, où le prénom précède le nom.
Sándor Sallai (né le 26 mars 1960 à Debrecen en Hongrie) est un joueur de football international hongrois, qui évoluait au poste de défenseur.

## Biographie

### Carrière en sélection
Avec l'équipe de Hongrie, il joue 54 matchs (pour un but inscrit) entre 1981 et 1989. 
Il joue son premier match le 23 septembre 1981 contre la Roumanie et son dernier le 25 octobre 1989 contre la Grèce.
Il figure dans le groupe des sélectionnés lors des Coupes du monde de 1982 et de 1986. Lors du mondial 1982, il joue trois matchs : contre le Salvador, l'Argentine, et enfin la Belgique. En 1986, il joue contre l'Union soviétique, le Canada et la France.
Il joue enfin la Coupe du monde des moins de 20 ans 1979 organisée au Japon.

## Palmarès
Budapest Honvéd
- Championnat de Hongrie (5) :
  - Champion : 1983-84, 1984-85, 1985-86, 1987-88 et 1988-89.
  - Vice-champion : 1960-61, 1961-62, 1967 et 1968.

- Coupe de Hongrie (2) :
  - Vainqueur : 1984-85 et 1988-89.
  - Finaliste : 1987-88.